# Łęg (powiat raciborski)
Łęg (niem. Leng) – wieś w Polsce położona w województwie śląskim, w powiecie raciborskim, w gminie Nędza, na prawym brzegu Odry.
W latach 1975–1998 miejscowość należała administracyjnie do województwa katowickiego.
Nazwa miejscowości podchodzi od łęgu – podmokłej łąki. Wieś raz pierwszy występuje w dokumentach w 1370 roku, poświadczono wówczas łąkę nazywaną Gruszką. W średniowieczu mieszkańcy zajmowali się wypalaniem cegieł. W XIX wieku wieś należała do księcia von Ratibor.
We wsi zachowało się kilka budynków z końca XIX wieku, trzy murowane kapliczki (dwie z końca XIX wieku, jedna z roku 1909). W Łęgu znajduje się też cmentarz, gdzie stał zabytkowy drewniany kościół, który spłonął w 1992 roku. Na cmentarz wchodzi się przez drewnianą bramę o konstrukcji słupowej z 1870 roku. Pośrodku cmentarza stoi figura Pietà z 1870 roku.